# Bibisara Assaubayeva
Bibisara Assaubayeva (kazajo: Бибісара Асаубаева) (Taraz, Kazajistán, 26 de febrero de 2004) es una ajedrecista kazaja, Ha sido la más joven y la primera musulmana en la historia en ganar títulos de Maestra Internacional y Gran Maestra Femenina. La Federación Internacional de Ajedrez (FIDE) le otorgó el título de mejor ajedrecista asiática de 2021.

## Biografía
Nació en Taraz, Kazajistán y a los cuatro años comenzó a jugar al ajedrez, con su abuelo como maestro. Ganó su primer campeonato de su ciudad cuando tenía seis años. Logró el título de Maestra FIDE Femenina en 2011, a la edad de 7 años, cuando ganó el Campeonato Mundial Juvenil en Caldas Novas, Brasil en la sección U8 Femenina. Compitió también en gimnasia artística siendo varias veces campeona de Astaná. En 2016 se mudó con su familia a vivir a Moscú y cambió su afiliación federativa a Rusia. Ganó una medalla de oro en el Campeonato Mundial de Cadetes en Batumi, Georgia en la categoría de Niñas U12, y al año siguiente, ganó una medalla de plata en la división femenina U14 en Montevideo, Uruguay. También en 2017, con 13 años, Assaubayeva compitió en el Campeonato de Europa Individual en Minsk. Ganó tres juegos, perdió tres y empató cuatro, obteniendo una norma para el título de Maestra Internacional. En 2018 participó con el club emeritense en el Campeonato de España de División de Honor por Equipos con una cuarta plaza para el Magic.
En 2019, decidió regresar a Kazajistán y cambió su federación nacional a su país natal; ella no solicitó la ciudadanía rusa mientras vivía en Rusia. En marzo de 2019 hizo su debut en la selección nacional de Kazajistán en el Campeonato Mundial Femenino por Equipos en el tercer y segundo tablero y ganó 5 puntos de 9. El resultado fue el mejor del equipo.
En diciembre de 2021 terminó segunda detrás de Alexandra Kosteniuk en el Campeonato Mundial Femenino de Rápidos, celebrado en Varsovia, Polonia. 2 días después se proclamó campeona mundial femenina del campeonato Women's World ajed ganando con una ronda de sobra y una puntuación de 14/17, ganando 13 juegos.

## Controversias
El gran maestro y entrenador ruso Evgeniy Solozhenkin acusó a Assaubayeva en varios artículos de Internet de hacer trampa durante el Campeonato Mundial Juvenil Sub-14 en Uruguay en septiembre de 2017. La Comisión de Ética de la FIDE suspendió a Solozhenkin por hacer acusaciones sin fundamento de hacer trampa. Un grupo de grandes maestros escribió una carta abierta en apoyo de Solozhenkin. La familia de Assaubayeva demandó a Solozhenkin por acusaciones difamatorias hechas en público y en los medios que ofendieron el honor y la dignidad de Assaubayeva. El Tribunal de Apelación de Moscú ordenó a Solozhenkin que se disculpara, desautorizara sus acusaciones ante los medios, eliminase los artículos difamatorios y pagase una suma compensatoria de 100 mil rublos.
En 2022, el periódico en línea de investigación ruso Meduza reveló que ella, junto con muchas otras jugadoras de ajedrez, habían recibido acoso en forma de cartas no solicitadas que contenían condones usados e imágenes pornográficas de un residente en Riga, Letonia. Con la ayuda de expertos forenses y mediante la búsqueda del contenido de las violaciones de datos, Meduza logró identificar la identidad del remitente: el maestro internacional Andrejs Strebkovs.

## Palmarés

### Torneos
- Diciembre de 2022 - Women's World Blitz Chess Championship - campeona.[7]
- Diciembre de 2021 - Women's World Blitz Chess Championship - campeona (con una ronda de sobra).[7]
- Diciembre de 2021 - Women's World Rapid Chess Championship - subcampeona.[7]
- Agosto de 2021 -  Asian Women's Continental Online Chess Championship - campeona.[20]
- Agosto de 2019 - 26th Abu Dhabi International Chess Festival, Open - tercera plaza en modalidad femenina.[21]
- Mayo de 2019 - Tashkent Zonal 3.4 tournament Women - tercera en el tiebreak.[22]
- Febrero de 2019 - Moscow Open Women - tercera plaza
- Junio de 2017 – FIDE Master, European Individual Chess Championship, Minsk.[9]
- Octubre de 2016 - U12, World Championship among cadets in classical chess, Batumi, Georgia - campeona.[7]
- Septiembre de 2014 – World champion, girls U10, Durban, South Africa - subcampeona.[6]
- Agosto de 2014 – U-2000 category of 21st Abu Dhabi International Chess Festival - campeona.[6]
- Agosto de 2014 – 13th Dubai Juniors Chess Championship, U14 - campeona absoluta.[6]
- Junio de 2014 – Asian champion, girls U12, Taskent, Uzbekistán - subcampeona.[6]
- Mayo de 2013 – World champion, girls U9, Porto Caras, Greece.[6]
- Mayo de 2012 – World champion, girls U9, Iasi, Romania.[6]
- Marzo de 2012 – Campeonato en Kazakhstan de ajedrez rápido, girls U12 - campeona (con 8 años).[6]
- Con 7 años logró el título de Woman FIDE Master de la Federación Internacional de Ajedrez.[6]
- Noviembre de 2011 – Junior world champion, U8, Caldas Novas, Brazil - campeona.[6][23]
- Mayo de 2011 – World champion among schoolchildren, girls U7, Krakow, Poland.[6]

### Títulos de la Federación Internacional de Ajedrez
| International Master (IM) | 2020 |
| Woman Grandmaster (WGM)   | 2019 |
| FIDE Master (FM)          | 2017 |
| Woman FIDE Master (WFM)   | 2011 |

## Premios y reconocimientos
- 2022 Entró en el libro Guinness World Records como la campeona mundial más joven entre las mujeres en blitz (ajedrez relámpago).[24]
- 2021 La Federación Internacional de Ajedrez (FIDE) le otorgó el título de Jugadora destacada de 2021.[3]